# 33384 Jacyfang
33384 Jacyfang è un asteroide della fascia principale. Scoperto nel 1999, presenta un'orbita caratterizzata da un semiasse maggiore pari a 2,3065579 UA e da un'eccentricità di 0,1963407, inclinata di 5,50196° rispetto all'eclittica.